# Ernst Torgler

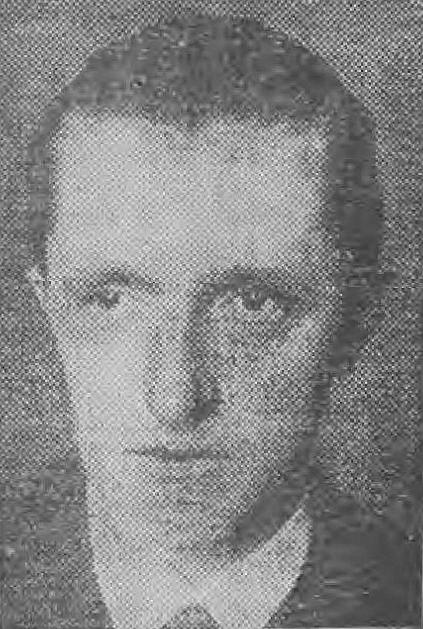
Ernst Torgler (vor 1933)

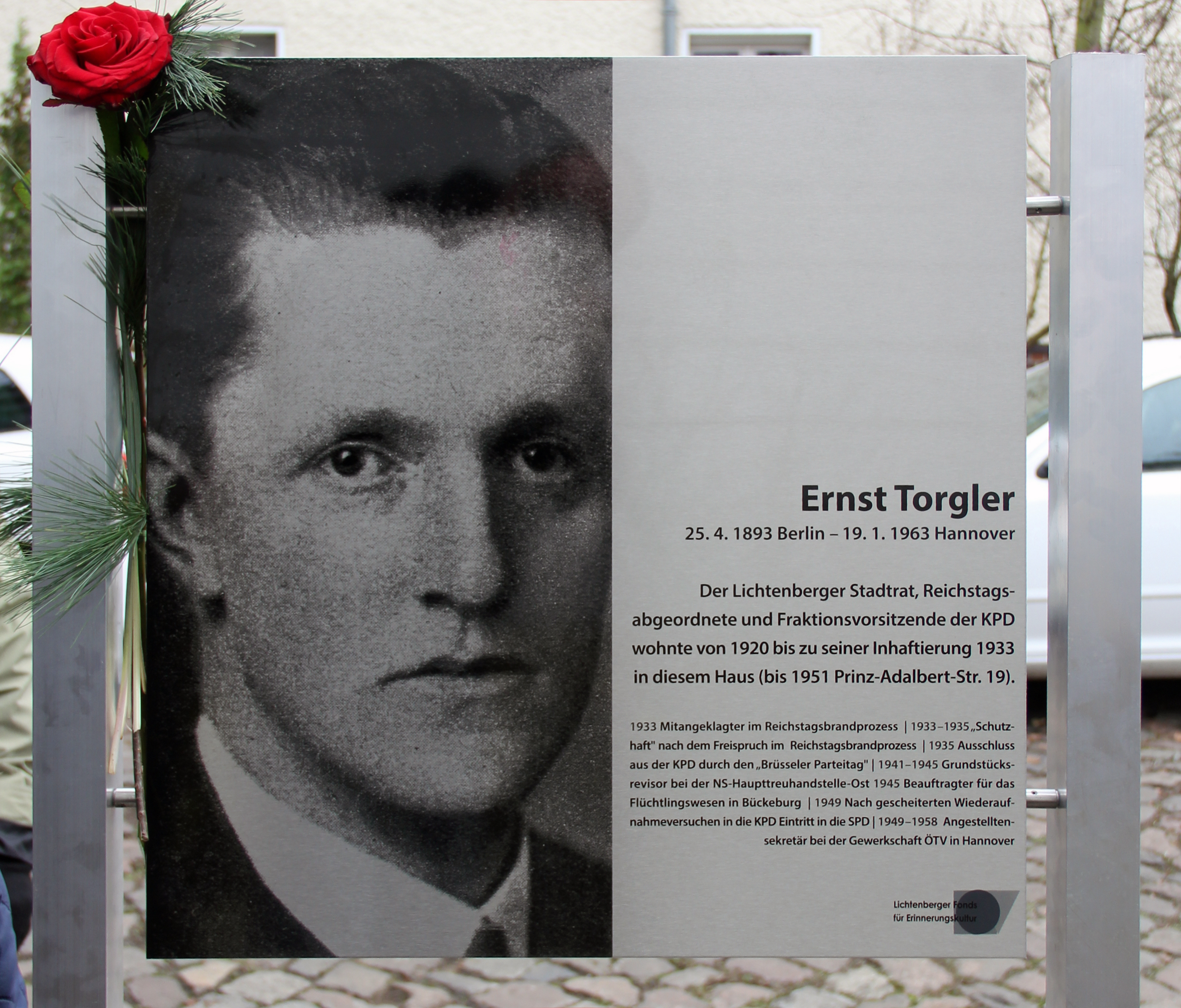
Gedenktafel, Liepnitzstraße 46, in Berlin-Karlshorst

Ernst Torgler (* 25. April 1893 in Berlin-Kreuzberg; † 19. Januar 1963 in Hannover) war ein deutscher Politiker (SPD, USPD, KPD), Reichstagsabgeordneter und Mitangeklagter im Reichstagsbrandprozess.

## Leben
Ernst Torgler, Sohn eines städtischen Arbeiters, wurde kaufmännischer Angestellter. Er trat 1910 in die SPD ein. Nach seinem Kriegsdienst im Ersten Weltkrieg wechselte er zur USPD und wurde beim Zusammenschluss mit der KPD 1920 deren Mitglied.
Im Jahr 1921 wurde Torgler zum Stadtverordneten in Berlin-Lichtenberg gewählt, was er bis 1930 blieb. 1924 wurde er für die KPD in den Reichstag gewählt. 1927 wählten ihn die Fraktionsmitglieder zum stellvertretenden Vorsitzenden und 1929 schließlich zum Vorsitzenden der KPD-Fraktion, was ihn zu einem einflussreichen Kommunisten im Reichstag machte. In dieser Funktion hielt er mehrere Reden im Parlament, unter anderem am 25. Februar 1932, als er sich direkt gegen Reichskanzler (Brüning) und Reichspräsident (Hindenburg) stellte:
„Unter Hindenburg sind alle diese Maßnahmen der offenen Reaktion, der politischen, der wirtschaftlichen und der sozialen Reaktion durchgeführt worden. [...] Herr Brüning ist ja der Repräsentant der führenden Partei der deutschen Bourgeoisie. Er ist der Vollstrecker des Willens des Finanzkapitals. [...] Herr Brüning und das Zentrum sind auch die Haupteinpeitscher der Hindenburgwahl und der Hindenburgfront. Dazu gehört, wie es sich ja beim Zentrum von selbst versteht, daß man sich ausgezeichnet auskennt in, wie soll ich einmal sagen, in jesuitischer Demagogie.“
Von 1932 bis 1933 gab er zusammen mit Wilhelm Pieck die Zeitschrift der KPD-Reichstagsfraktion heraus.
Gegen den Willen der KPD-Führung stellte sich Torgler am 28. Februar 1933 nach dem Reichstagsbrand freiwillig der Polizei, um sich gegen Verdächtigungen über seine Beteiligung zu verwahren. Diese inhaftierte ihn ohne Anklageerhebung bis Juli 1933, im Juli folgte eine Anklage wegen Brandstiftung und Hochverrats. Trotz vieler Versuche seiner Familie fand sich kein parteinaher Verteidiger für ihn, sodass er in die Verteidigung durch einen NS-Juristen einwilligte. Ihn verteidigte der Rechtsanwalt Alfons Sack. Im Prozess vom 21. September bis 23. Dezember 1933 beantragte der Oberreichsanwalt Karl August Werner für ihn die Todesstrafe, jedoch wurde Torgler auch aufgrund einer entlastenden Aussage seiner Sekretärin Anna Rehme mangels Beweisen freigesprochen, aber noch bis 1935 in „Schutzhaft“ genommen. Die KPD schloss ihn 1935 auf der Brüsseler Konferenz aus der Partei aus, weil er sich freiwillig der NS-Justiz gestellt und einen NS-Verteidiger akzeptiert habe.
Gemeinsam mit Maria Reese arbeitete Torgler 1935/36 an einem Manuskript für das Reichspropagandaministerium, das 1936 fertiggestellt, aber nicht publiziert wurde. 1940/41 schrieb Torgler wiederum im Auftrag des Reichspropagandaministeriums Texte für nationalsozialistische Radiosender.
Im Jahr 1941 wurde er als Grundstücksrevisor in der Haupttreuhandstelle Ost in Graudenz, später in Trebbin eingesetzt. Nach dem Attentat vom 20. Juli 1944 auf Hitler blieb Torgler unbehelligt, nach eigenen Angaben verhinderte eine persönliche Intervention Goebbels’ seine Inhaftierung. Mit seiner Dienststelle gelangte er 1945 auf dem Rückzug nach Bückeburg. Nach 1945 fand er eine Anstellung in der dortigen Stadtverwaltung als Beauftragter für das Flüchtlingswesen. 1949 wurde er Angestellter der Gewerkschaft ÖTV in Hannover.
Nach Ende des Zweiten Weltkriegs bemühte sich Torgler vergebens um Wiederaufnahme in die KPD. Im Dezember 1945 begründete er in einem persönlichen Brief an den KPD-Vorsitzenden Wilhelm Pieck, bis 1933 sein Stellvertreter in der KPD-Reichstagsfraktion, seine Haltung während des Nationalsozialismus. Er erhielt keine Antwort, der KPD-Kreisleitung Bückeburg wurde aber im November 1946 von Pieck mitgeteilt, dass eine Wiederaufnahme nicht in Betracht komme. Noch 1970 vertrat die SED die Meinung, Torglers Verhalten habe dazu beigetragen, „die Wahrheit über den Naziterror in Deutschland zu verschleiern“.
1949 wurde Torgler Mitglied der SPD. Er starb 1963 in Hannover.

## Ehrung
Am 26. November 2014 wurde vor seinem ehemaligen Wohnhaus in der Liepnitzstraße 46 in Berlin-Karlshorst eine Gedenktafel enthüllt. Damit erinnert der Bezirk Lichtenberg an einen vom Nationalsozialismus verfolgten und missbrauchten sowie von seiner Partei verstoßenen Politiker.